# Gonzaga (Olaszország)
Gonzaga (lombardul: Gunsàga) település Olaszországban, Lombardia régióban, Mantova megyében. Lakosainak száma 8696 fő (2023. január 1.). Gonzaga Luzzara, Moglia, Pegognaga, Reggiolo és Suzzara községekkel határos.

## Népesség
A település lakossága az elmúlt években az alábbi módon változott:
| Lakosok száma | 9193 | 9103 | 8696 |
|               | 2017 | 2018 | 2023 |